# كلية الباحة الأهلية للعلوم
كلية الباحة الأهلية للعلوم كلية أهلية ربحية أسسها محمد بن سعود بن عبد العزيز آل سعود عام 2001 تحت إشراف وكالة التعليم الجامعي الأهلي. ومقرها في غابة شهبة بمنطقة الباحة جنوب المملكة العربية السعودية. تُعد أساس المشاريع التعليمية الخاصة للدراسات العليا في الباحة وتركّز على التخصصات العلمية والهندسية. إحدى الكليات الأولى المعتمدة من وزارة التعليم العالي؛ من خلال حصولها على الرخصة النهائية وتصنيف وزارة الخدمة المدنية.

## البرامج الأكاديمية
- هندسة الحاسب.
- علوم الحاسب.
- نظم المعلومات الادارية.
- المحاسبة.
- تكنولوجيا المعلومات.
- التصميم الداخلي.[3]

## وصلة خارجية
- الموقع الرسمي لكلية الباحة الأهلية للعلوم.